# Persona (canção)
"Persona" é uma canção do grupo masculino sul-coreano BTS, cantada como um solo pelo membro RM. Será lançado digitalmente em 12 de abril de 2019 no álbum completo Map of the Soul: Persona.

## Antecedentes e lançamento
A música foi usada como um trailer para o álbum Map of the Soul: Persona. O videoclipe foi lançado em 27 de março de 2019, com a data prevista para ser lançado digitalmente em 12 de abril de 2019.
Durante um comunicado de imprensa, a Big Hit Entertainment afirmou que o trailer foi uma amostra de como o som do próximo álbum seria.

## MV
O videoclipe foi dirigido por Choi Yong-seok e co-dirigido por Guzza da Lumpens. Yoon Ji-hye e Park Hye-jeong, também da Lumpens, foram os diretores assistentes, e Nam Hyun-woo da GDW foi o diretor de fotografia. Os diretores de arte foram Park Jin-sil Park e Kim Bo-na, enquanto o time assistente de arte foi Ahn Ye-min e Kim Gyu-hee. O Fiscal foi Song Hyun-suk da Real Lighting e os administradores foram Kim Shin-gyu, Kim Sein, Kim Dae-young, Kim Su-bin, Bang Min-wook, Lee Jung-min, An Da-sol e Park Jun-tae. A equipe de criação visual foi Kim Sung Hyun, Lee Sunkyoung, Kim Ga-eun e Lee Hye-ri.
Os robôs retratados no videoclipe foram feitos por Humanóides em 3D e o RM de CGI foi feito através de captura de movimento. Ao longo do vídeo, ele pode ser visto cantando em uma sala de aula vazia e dirigindo-se a um esquadrão de ciborgues.
No vídeo, RM é confrontado com várias versões de si mesmo com palavras como "persona", "shadow" e "ego", que fazem referência às teorias da psicologia de Carl Jung. Na música ele fala: "Minha sombra, escrevi e chamei de 'hesitação'". Segundo as teorias de Jung, uma "sombra" representa o lado sombrio da personalidade de alguém. Então RM aparece para começar a falar na perspectiva de sua sombra, dizendo sobre suas falhas sob a batida de uma guitarra. Mas RM também encontra poder na recuperação dessas inseguranças.
O vídeo atingiu cinco milhões de visualizações em sete horas.

## Composição e letras
A música está no gênero de hip-hop e trap e possui sons de guitarra. Também apresenta um sample da música "Intro: Skool Luv Affair" de 2014 do EP com o mesmo nome.
A primeira metade da letra da música faz perguntas introspectivas sobre a existência e falhas de RM, enquanto a segunda metade o encoraja a abraçar essas qualidades. O fraseado é semelhante ao de uma entrada em um diário. RM também menciona controvérsias do passado na letra de "Persona", citando: "Três sílabas do meu nome, e a palavra 'mas' que deve vir antes de qualquer uma delas". As palavras "Mas Namjoon" (nome de nascimento de RM) foram usadas por alguns fãs de K-pop para direcionar as críticas para longe de outro artista e, em vez disso, focar no RM. De acordo com Kelly Wynne da Newsweek, "a ação de retomar 'mas Namjoon'[...] pode ser comparada a outros artistas usando discursos odiosos contra eles para sua própria vantagem criativa", tal como Taylor Swift reivindicando o emoji da cobra e usando-o como um símbolo de poder pessoal.

## Recepção
Natalie Morin, da Refinery29, chamou a música de colorida e dinâmica.